# Schweizerhuhn
Das Schweizerhuhn ist eine Schweizer Haushuhnrasse, welche durch die ProSpecieRara betreut wird. Die Zweinutzungsrasse wird hauptsächlich in der Deutschschweiz gezüchtet.

## Merkmale
Das Schweizerhuhn hat ein schneeweisses Gefieder, relativ kleine Kehllappen und einen hochroten Rosenkamm. Der Körperbau ist gedrungen. Die Hähne haben ein Gewicht zwischen 2,8 und 3,5 kg, die Hennen zwischen 2,4 und 2,8 kg.
Zuchtziele:
- Widerstandsfähigkeit und Gesundheit
- Langlebigkeit
- Zweinutzung: Fleisch, Eier
- Frohwüchsigkeit

## Herkunft und Entwicklung
Der Ursprung des Schweizerhuhns geht auf das Jahr 1905 zurück. In Amriswil begann Alfred Weiss aus verschiedenen Rassen, vor allem aber aus weissen Orpington- und Wyandotten-Hühnern, ein typisches Zweinutzungshuhn zu züchten. 1910 wurde der erste Verein gegründet und ein Rassenstandard aufgestellt. Bis zum Zweiten Weltkrieg erfreute sich der Verein eines stetigen Mitgliederzuwachses. Nach dem Krieg, mit der einsetzenden Industrialisierung der Landwirtschaft, verlor die Selbstversorgerlandwirtschaft aber rasch an Bedeutung – und mit ihr das Schweizerhuhn. 1971 zählte der Verein nur noch sechs Mitglieder. Seit 1991 führt ProSpecieRara das Schweizerhuhn-Projekt mit den wenigen noch verbliebenen Zuchtlinien weiter. In Zusammenarbeit mit engagierten Züchtern konnte diese traditionelle Rasse vor dem Aussterben bewahrt werden.
Die Bestandsentwicklung ist heute stabil.

## Rassestandard

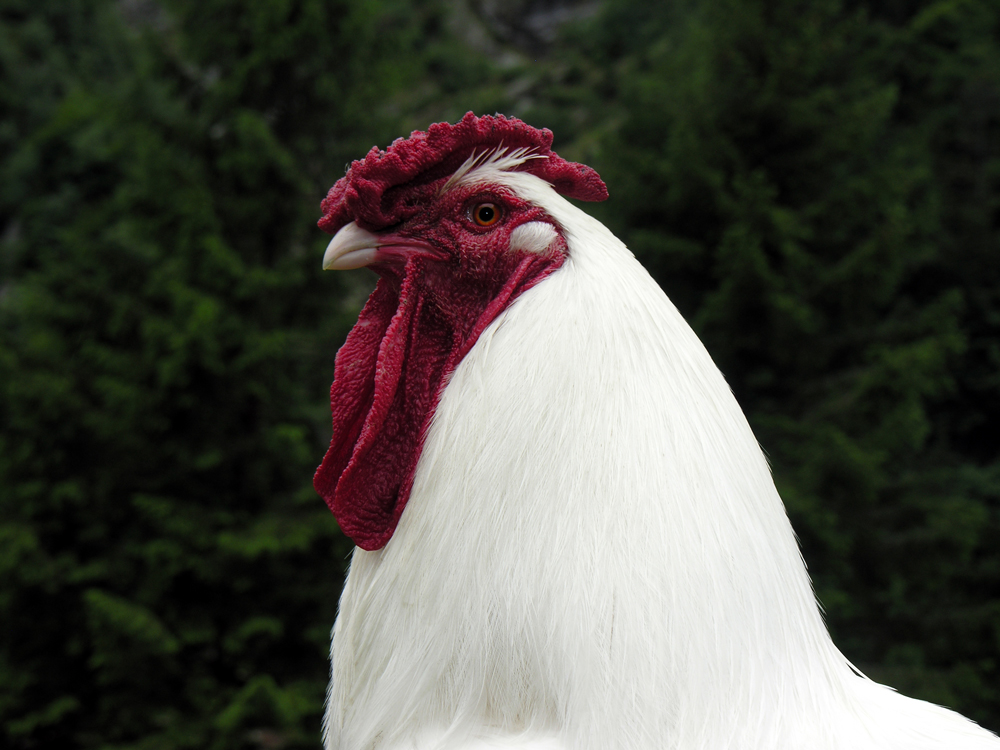
Schweizerhuhn, Hahn

- Rumpf: mittelgross, lang und tief.
- Kopf: schwach mittelgross, schmal und länglich; mit rotem, breit aufgesetztem, gut geperltem Rosenkamm, dessen Dorn waagrecht vom Nacken absteht.
- Gesicht: glatt, fein und rot; Kehllappen und Ohrscheiben rot, oval und mittelgross; Augen rot bis orange.
- Schnabel: kurz, kräftig, hell-hornfarbig.
- Hals: mittellang, mit vollem Behang.
- Brust: breit, voll und tief.
- Rücken: lang, breit, gerade.
- Schultern: breit, gerundet.
- Flügel: mittellang, gut anliegend und geschlossen getragen.
- Schwanz: gut abgerundet, mit grossen Haupt- und reichlichen Nebensicheln,
- leicht angehoben und geschlossen getragen.
- Schenkel: mittellang, wenig hervortretend.
- Läufe: mittelgrob, unbefiedert, weiss bis hell-hornfarbig, allenfalls rötlicher Seitenstreifen.
- Zehen: gut gespreizt.
- Gefieder: anliegend und weich, mit dichtem Untergefieder ohne Kissenbildung.
- Gewicht: Hahn 2,8–3,5 kg, Henne 2,4–2,8 kg.
- Eischalen-Farbe: cremefarbig, manchmal mit lila Schimmer und Punkten.